# Bruay-la-Buissière
Bruay-la-Buissière is een gemeente in het Franse departement Pas-de-Calais (regio Hauts-de-France). De gemeente maakt deel uit van het arrondissement Béthune en van de Communauté d’agglomération de Béthune-Bruay, Artois-Lys Romane. Dat is een samenwerkingsverband van meer dan honderd gemeenten waarvan Bruay-la-Buissière en Béthune de centrumgemeenten zijn. Bruay-la-Buissière telde op 1 januari 2022 21.997 inwoners.

## Geschiedenis

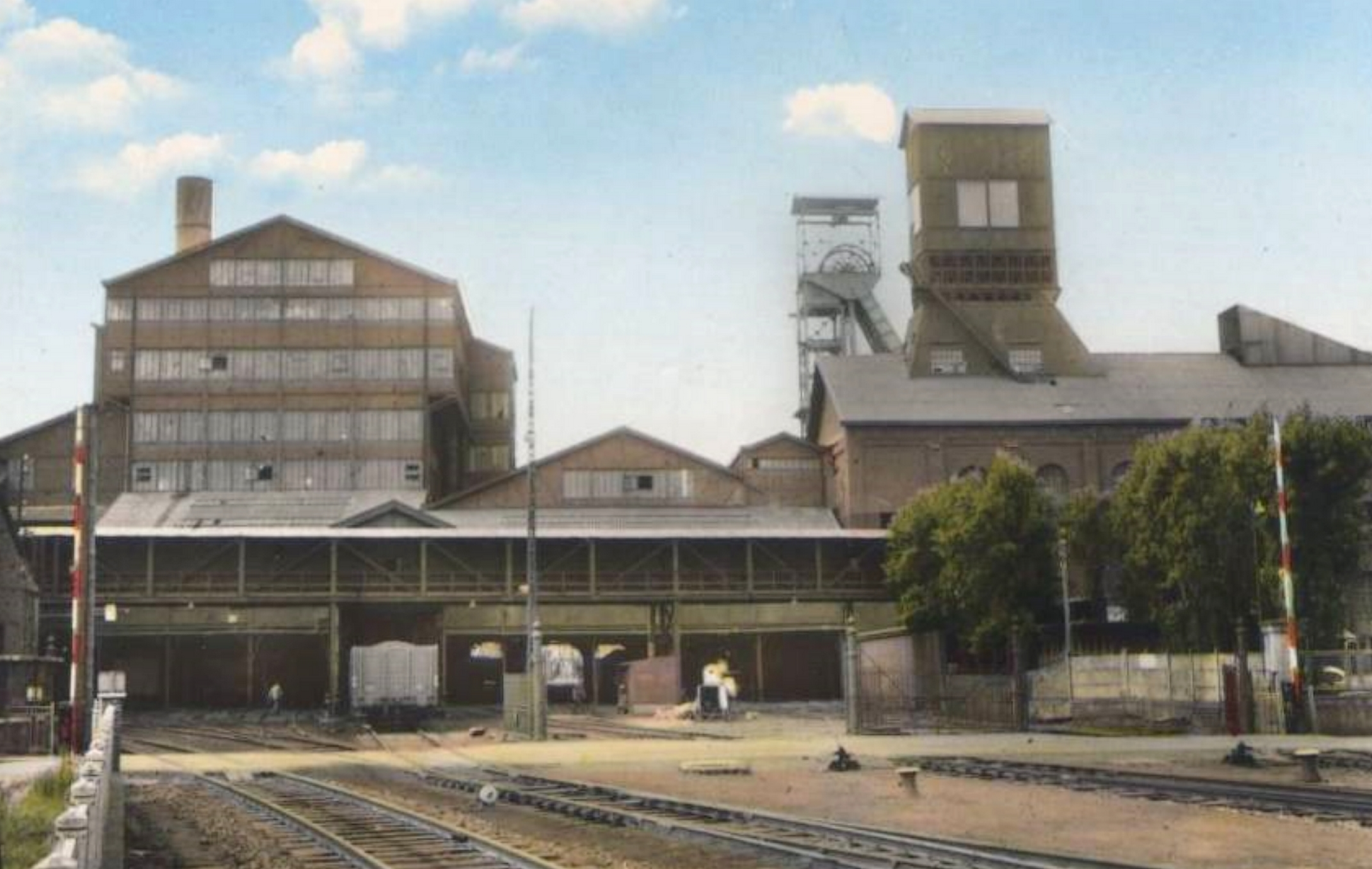
Mijnschat n° 3, eerste helft 20ste eeuw

In de zeventiende eeuw bestond het dorp onder de naam Bruwaei. Aan het eind van het ancien régime werd het een gemeente onder de naam Bruay.
De plaats bleef landelijk tot het begin van de 19de eeuw, waarna de mijnbouw zich hier ontwikkelde. In 1850 werd Bruay de zetel van de Compagnie des mines de Bruay en de rest van de eeuw werden hier verschillende mijnschachten geopend. De industrialisatie zorgde voor een sterke bevolkingstoename, van 700 inwoners in 1850 tot 18.000 voor de Eerste Wereldoorlog.
Na de Eerste Wereldoorlog werd de industrie herbouwd met de hulp van vele immigranten, waaronder een groot aantal Polen. In 1919 werd de gemeentenaam Bruay-les-Mines, enkele jaren later, in 1924 werd dit Bruay-en-Artois, om verwarring te vermijden met Bruay-sur-l'Escaut in het bekken van Anzin. De bevolking nam verder toe tot zo'n 30.000 inwoners voor de Tweede Wereldoorlog. De bebouwing van het gebied breidde zich uit met de bouw van verschillende mijnwerkerscités.
In 1987 werd de buurgemeente Labuissière aangehecht bij Bruay-en-Artois in een zogenaamde "fusion association". De gemeentenaam werd daarbij gewijzigd in Bruay-la-Buissière. Na een besluit van de gemeente kreeg Labuissière vanaf 30 oktober 2021 de status van commune déléguée en daarmee werd Bruay-la-Buissière een commune nouvelle.

## Geografie
De oppervlakte van Bruay-la-Buissière bedroeg op 1 januari 2022 16,35 vierkante kilometer; de bevolkingsdichtheid was toen 1.345,4 inwoners per km². Door de gemeente stroomt de Lawe, een zijrivier van de Leie. De oude kern van Bruay-en-Artois ligt in het zuidwestelijke deel van de gemeente, Labuissière in het noordoosten.
De onderstaande kaart toont de ligging van Bruay-la-Buissière met de belangrijkste infrastructuur en aangrenzende gemeenten.

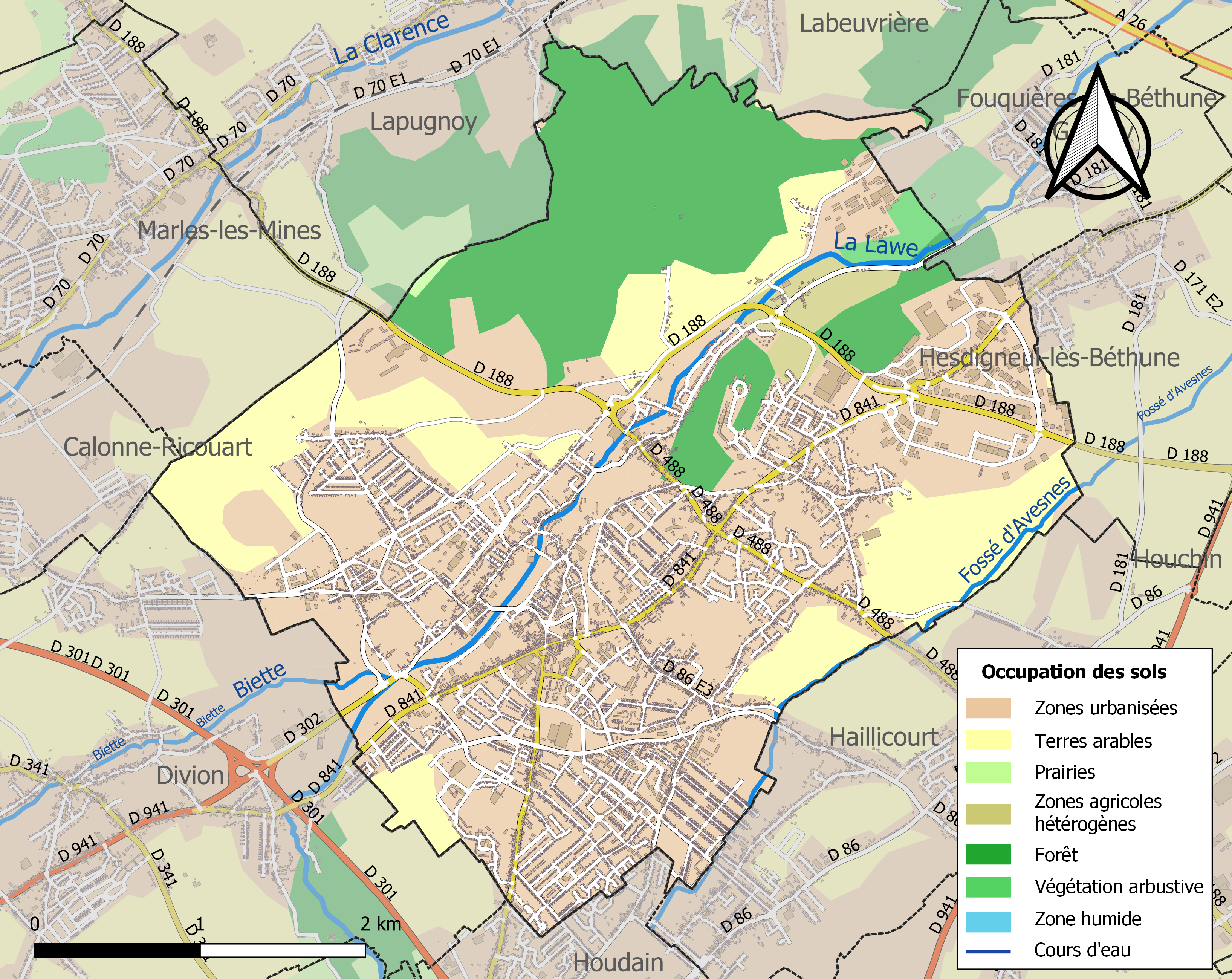

## Bezienswaardigheden

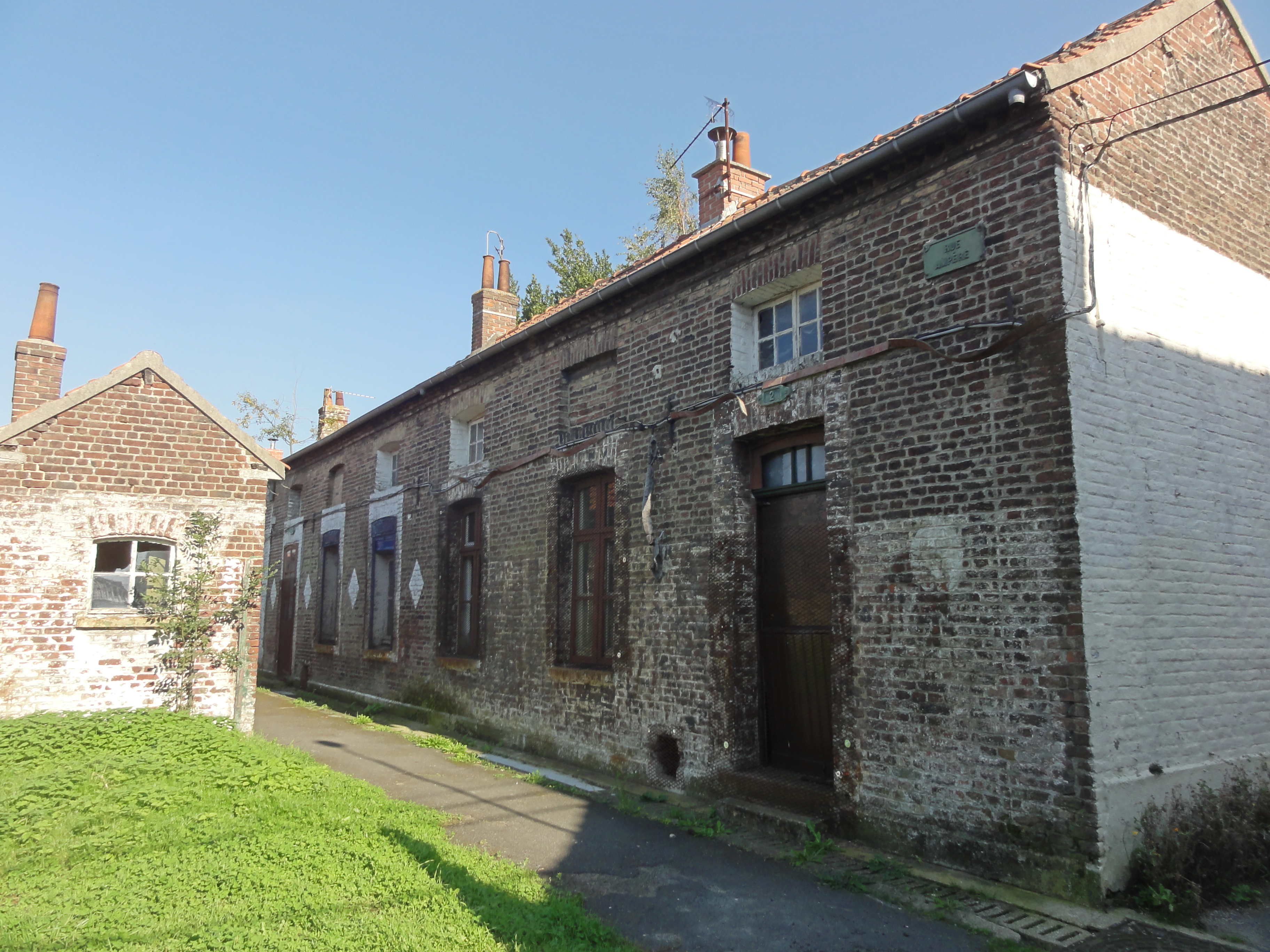
Cité des Electriciens

- De Cité n°2 of Cité des Electriciens is een oude mijnwerkerscité uit 1861, opgetrokken door de Compagnie des Mines de Bruay. De cité werd in 2009 ingeschreven als monument historique.
- Het Parc Roger-Salengro, met onder meer stadion, tribunes, turnzaal en zwembad, werd in 1997 deels als monument historique ingeschreven.
- Het stadhuis uit 1927, ingeschreven als monument historique in 2009.
- De Église Saint-Martin is de oude dorpskerk van Bruay-en-Artois. De klokkentoren werd in 1935 verhoogd.
- De Église Saint-Joseph in de mijnwerkswijken, gebouwd na de Eerste Wereldoorlog.
- De Église Sainte-Barbe of Chapelle Sainte-Barbe, de oude hospitaalkapel.
- De beschermd Église Saint-Martin van Labuissière.
- Bruay Communal Cemetery Extension, een Britse militaire begraafplaats uit de Eerste Wereldoorlog, telt meer dan 400 graven.

## Demografie
In 2016 telde Bruay-la-Buissière 23.230 inwoners waarvan er 3.692 in La Buissière woonden.
Onderstaande figuur toont het verloop van het inwonertal (bron: INSEE-tellingen).

## Verkeer en vervoer

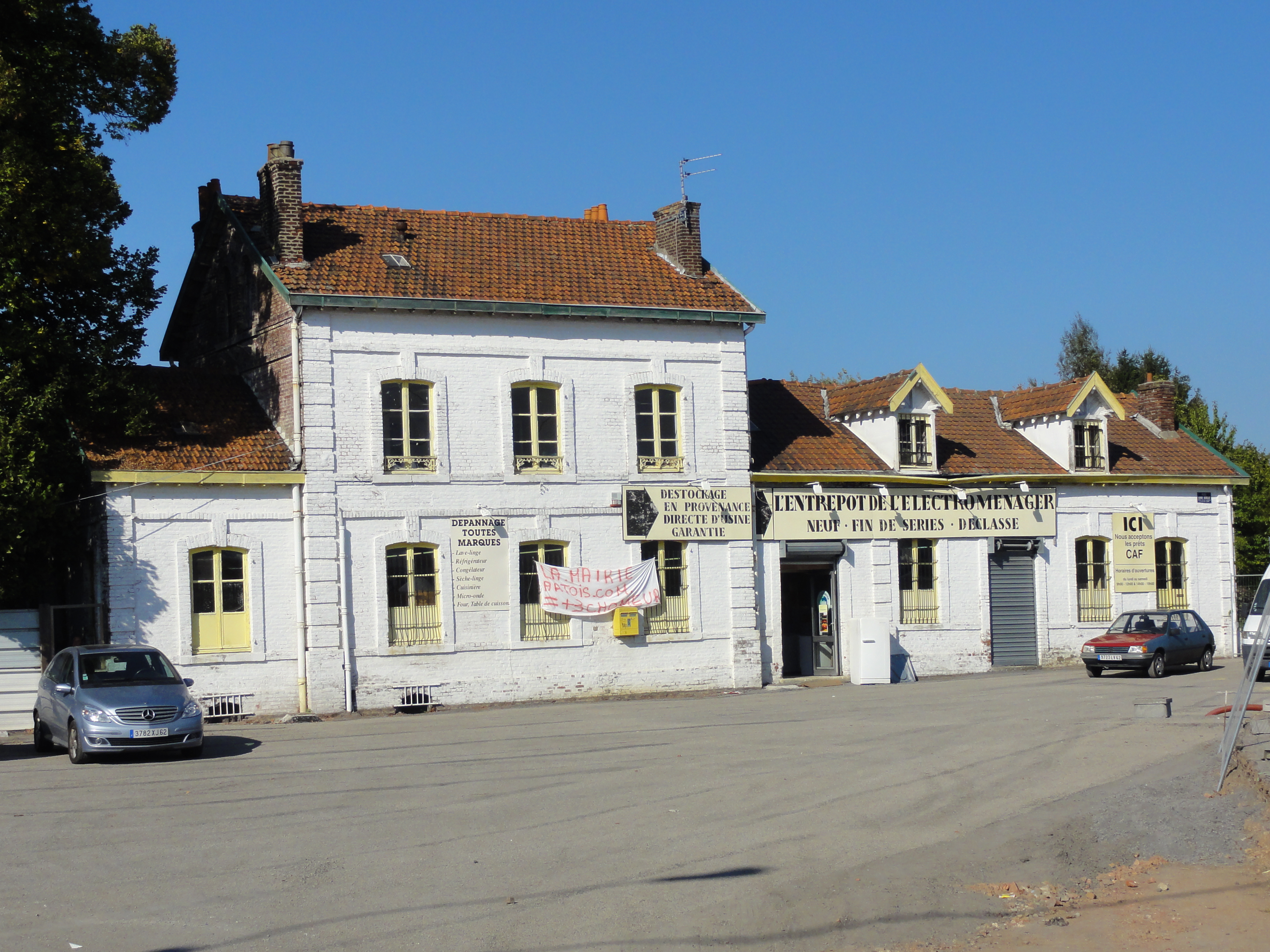
Oud station Bruay-en-Artois

Door de gemeente loopt de oude weg tussen Saint-Pol-sur-Ternoise en Béthune.
In de gemeente bevindt zich het voormalig station Bruay-en-Artois. Het deed nog tot in de jaren dienst voor personenvervoer en tot rond 1990 voor goederentransport, maar werd dan gesloten.